# Ле-Конке
Ле-Конке — коммуна во Франции в регионе Бретань, департамент Финистер. Население по состоянию на 2016 год составляет 2 750 человек (2019). Расположен около 530 км к западу от Парижа и 65 км северо-западнее от Кемпера.
Ле-Конке — самая западная коммуна на материке в метропольной Франции. Но к западу лежат архипелаг Молен и остров Уэссан.
В 1775 году в Ле-Конке родился «отец бретонского языка» Ян Гонидек — французский лингвист, сыгравший важную роль в развитии бретонского языка.

## Галерея
|  |  |  |